# Eeklo (schip, 1995)
De Eeklo is een lpg-tanker, genoemd naar de Belgische stad Eeklo. De tanker is gebouwd in 1995 op de Japanse werf Kawasaki Sakaide Works. Het schip is eigendom van de Belgische rederij Exmar en vaart onder Belgische vlag met als thuishaven Antwerpen. Het MMSI-nummer is 205378000 en de roepletters zijn ONBY.

## Cargo
Het schip vervoert lpg: propaan, butaan en een mengeling van beiden. De brandstof wordt niet in gasvorm vervoerd, maar als vloeistof, aangezien gas meer ruimte inneemt dan vloeistof. De Eeklo is een 'fully refrigerated ship', dit wil zeggen dat de vloeibare lading vervoerd wordt op het kookpunt bij atmosferische druk. Het kookpunt van propaan is −42,3 °C en van butaan −0,5 °C. Net onder deze lage temperaturen wordt lpg vloeibaar vervoerd, bijgevolg zijn de tanks bestand tegen lage temperaturen.
De 'EEKLO' heeft drie tanks en twee dektanks. De dektanks zijn cilindervormige tanks vooraan op dek. In deze dektanks wordt ammonia vervoerd. Het kookpunt daarvan is −33,4 °C en het dient om de overige tanks koel te houden. Wanneer het schip op weg is naar de laadhaven, is het schip leeg en op die manier zijn de tanks koel genoeg om meteen te laden.
Verder is er nog een 'compressor room' op het dek. De compressors dienen om de verdampte vloeistof weer vloeibaar te maken waarna deze weer terug kan worden gepompt naar de tanks.